# جوزيبي بيروني
جوزيبي بيروني (19 مايو 1975 بأربون في سويسرا - ) هو لاعب كرة قدم سويسري في مركز الهجوم. لعب مع نادي أسكولي ونادي بيستويسي ونادي سبال ونادي فوجيا وكوسينزا كالشيو ونادي سودتيرول وAC Sansovino ‏ وFermana FC ‏ ونادي طرابنش 1905 ‏ ولاتينا كالتشيو وBrindisi FC ‏ وValenzana Mado ‏ وASD Sangiovannese 1927 ‏ وAS Bisceglie Calcio 1913 ‏ وAS Lodigiani ‏ وأوليمبيا كوليجيانا وCosenza Calcio 1914 ‏.

## وصلات خارجية
- جوزيبي بيروني على موقع قاعدة بيانات كرة القدم.إي يو (الإنجليزية)